# 怪談グランプリ
『怪談グランプリ』（かいだんグランプリ）は、関西テレビで2009年7月から毎年1回夏に放送されている怪談を題材としたトークバラエティ番組（特別番組）。番組名を2011年に『稲川淳二の投稿怪談』、2012年から『稲川淳二の怪談グランプリ』に変更されている。2024年までに15作品が製作されている。

## 概要
「怪談」をコンテスト形式で審査して一番怖い話を決定するというトークバラエティ。怖い話の語り部「怪談師」を番組で事前募集。ビデオ審査やオーディションなどの予選審査を勝ち進んだ者たちによる決勝戦を番組化。視聴者参加型リアリティ番組の要素も合わせ持つ心霊番組である。
関西ローカル番組であるが、同局の番組配信サービス「関西テレビ おんでま」にて過去作が有料配信されており全国で視聴可能となっている。また、新作の放送時期には番組宣伝と合わせて過去作がアンコール放送されることが恒例となっている。2012年からは遅れネットで一部ローカル局で放送されている。さらに、ファミリー劇場（CS）では、1年遅れで放送されている。2023年は放送がなかったが2024年にTVer独占配信で復活した。
2011年から番組タイトルに、放送開始当初から主要キャストを務める稲川淳二の名が冠せられるようになった。稲川は関西テレビの心霊番組『恐怖の百物語』（1991年）、『新・恐怖の百物語』（2006年）などの出演実績がある。
怪談コンテストとして、『ビーケーワン怪談大賞』や『超-1』といった“書き物”がジャンルの主流を占めるなかで、テレビ放送にとどまらずiPhone向け動画配信サービスへの提供など映像コンテンツの特性を活かした独自の展開を見せている。

## 規定

### 2009年-2010年
審査方法
審査員の前にある「ろうそく」10本の「火の数」で採点。持ち点は1人10点。
合計得点の最も高かった出場者が優勝となる。同点の場合は審査員の協議により決定する。
審査の順番は公平を期すためくじびきで決定。
出場者・作品
プロ・アマ・性別・年齢・地域等の制限は一切問わない。
オリジナル、未発表作品に限る。
応募段階では複数の作品の応募も可能。
規定時間：1つの怪談につき5分以内。

### 2012年
審査方法
- 8名の怪談師をノミネート。怪談師を東西2ブロックに分け、1ブロック4名から勝者2名による決勝戦で決定。
- 審査は審査員100名（スタジオ観覧者）による投票。
- 審査員は番組HPなどで事前募集。関西テレビのファンクラブ「クラブカンテーレ」会員から選ばれた。

### 2013年
審査方法
- パネラー審査員4名と会場の一般審査員（スタジオ観覧）100名の審査で最高得点者が優勝。
- パネラー審査員は持ち点各100点。一般審査員100名は「怖かった」or「あまり怖くなかった」かをスイッチで投票し、「怖かった」を押した人数が得点となる。得点の単位は“ぞっと”。最高得点は合計500ぞっと。
- 怪談1話終わりごとに判定を行い、パネラー審査員と会場審査員の合計得点で競い合う。

### 2014年-2015年
審査方法
- 2009年-2010年の大会と同じく、大会委員長である稲川淳二を含む審査員5人の前にある「ろうそく」10本の「火の数」で採点。持ち点は1人10点。
- 得点の単位は2013年大会と同じく“ぞっと”であるが、最高得点は50ぞっととなる。
- 合計得点の最も高かった出場者が優勝となる。同率首位の出場者は居なかった為、その場合にどうなるかは不明。

### 2016年
審査方法
- 「悪霊」「憑依」「呪い」等、忌み嫌う言葉をテーマに怪談を繰り広げる。
- 審査員と怪談師全員の多数決でグランプリを決定する。

### 2017年
審査方法
- 審査員5名が一番恐かった怪談師をそれぞれ選択。多数決で勝者が決まる。
- 東ブロック4名と西ブロック4名でそれぞれ戦い、勝ち上がった2名が優勝を争う。

### 2018年

#### 審査方法
予選
- スタジオにいる一般審査員100名が投票
- 投票数が1番多かった上位2名の怪談師がチャンピオンバトルに進む

決勝
- 審査員5名とスタジオにいる一般審査員100名が怪談をジャッジ。
- 審査員5名×20ぞっと=100ぞっと、一般審査員100ぞっと、合計200ぞっとで得点がいちばん高い怪談師が優勝。

### 2019年
審査方法
- 1対1のタイマン勝負。
- 対戦相手は令和怪談師が歴代チャンピオンを指名。
- 審査員5名が一番恐かった怪談師をそれぞれ選択。多数決で勝者が決まる。
- 勝者5人の中から大会委員長が一番恐かった“令和怪談”を決定する。

### 2020年-2022年
審査方法
- 審査員5名が一番恐かった怪談師をそれぞれ選択。多数決で優勝が決まる。

### 2024年
審査方法
- すべて一対一の対戦。
- 審査員5名が一番恐かった怪談師をそれぞれ選択。多数決で勝者が決まる。
- 4人を二人づつA、Bブロックに分けて戦い、それぞれの勝者が決勝で戦う。

## 放送作品
| 作 | 番組名                                                                     | 放送日時                                                                          | 出演者                                                      | 備考                            |
| -- | -------------------------------------------------------------------------- | --------------------------------------------------------------------------------- | ----------------------------------------------------------- | ------------------------------- |
| 1  | 怪談グランプリ2009                                                         | 2009年7月19日（日）24:35 - 26:05                                                  | ますだおかだ、稲川淳二、熊田曜子 他                         | 優勝：西村亜矢子                |
| 2  | 怪談グランプリ2010                                                         | 2010年7月18日（日）24:40 - 26:10                                                  | ますだおかだ、稲川淳二、安田美沙子 他                       | 優勝：牛抱せん夏                |
| 3  | 稲川淳二の投稿怪談2011                                                     | 2011年8月7日（日）24:40 - 25:40                                                   | ますだおかだ、稲川淳二、南明奈、紗綾 他                     | 再現ドラマでネタ紹介            |
| 4  | 稲川淳二の怪談グランプリ2012                                               | 2012年8月5日（日）24:50 - 26:20                                                   | 稲川淳二、ますだおかだ、森田涼花、北野誠 他                 | 優勝：島田秀平 トーナメント形式 |
| 5  | 稲川淳二の怪談グランプリ2013                                               | 2013年8月25日（日）24:25 - 25:55                                                  | 稲川淳二、ますだおかだ、杉原杏璃 他                         | 優勝：田中俊行                  |
| 6  | 稲川淳二の怪談グランプリ2014                                               | 2014年8月16日（土）25:35 - 27:05                                                  | 稲川淳二、ますだおかだ、今野杏南、井森美幸 他               | 優勝：三木大雲                  |
| 7  | 稲川淳二の怪談グランプリ2015                                               | 2015年8月2日（日） 25:45 - 27:15                                                  | 稲川淳二、ますだおかだ、筧美和子 他                         | 優勝：竹内義和                  |
| 8  | 稲川淳二の怪談グランプリ2016                                               | 2016年8月7日（日） 25:10 - 26:25                                                  | 稲川淳二、ますだおかだ、山口敏太郎、おのののか 他           | 優勝：ぁみ                      |
| 9  | 稲川淳二の怪談グランプリ2017                                               | 2017年8月6日（日） 25:00 - 26:15                                                  | 稲川淳二、ますだおかだ、山口敏太郎、三木大雲、葉加瀬マイ 他 | 優勝：早瀬康広 トーナメント形式 |
| 10 | 稲川淳二の怪談グランプリ2018〜二夜開催 10th チャンピオンバトル〜           | 2018年7月22日（日）25:00 - 26:00（予選） 7月29日（日）25:00 - 26:25（決勝）       | 稲川淳二、ますだおかだ、山口敏太郎、小倉優香、角由紀子      | 優勝：島田秀平                  |
| 11 | 稲川淳二の怪談グランプリ2019～下剋上バトル！歴代チャンピオンVS令和怪談師～ | 2019年8月15日（木）24:55 - 26:20                                                  | 稲川淳二、ますだおかだ、山口敏太郎、島田秀平、朝日奈央      | 優勝：早瀬康広                  |
| 12 | 稲川淳二の怪談グランプリ2020～奇々怪々 真夏の夜話5選～                     | 2020年8月9日（日）25:00 - 25:59                                                   | 稲川淳二、ますだおかだ、山口敏太郎、ゆきぽよ                | 優勝：石野桜子                  |
| 13 | 稲川淳二の怪談グランプリ2021～百鬼夜行 選ばれし5怪談～                     | 2021年8月22日（日）25:00 - 25:59                                                  | 稲川淳二、ますだおかだ、島田秀平、三木大雲、山之内すず      | 優勝：DJ響（響洋平）            |
| 14 | 稲川淳二の怪談グランプリ2022 ～閲覧注意 ガチ恐5怪談～                      | 2022年8月26日（金）25:25 - 26:25                                                  | 稲川淳二、ますだおかだ、山口敏太郎、三木大雲、えなこ        | 優勝：ガンジー横須賀            |
| 15 | 稲川淳二の怪談グランプリ リターンズ 2024 ～新章開幕! 最恐怪談師決定戦～    | 2024年7月19日（金）12:00 - 配信開始（予選） 8月13日（火）12:00 - 配信開始（本戦） | 稲川淳二、ますだおかだ、山口敏太郎、島田秀平、三木大雲      | 優勝：たっくー Tver独占配信     |

## 2009年
『怪談グランプリ2009』
- 放送日時：2009年7月19日（日）深夜 0:35 - 2:05
- 撮影場所：京都の廃校となった小学校[注 2]
- 参加者：総勢100名以上
- 優勝：西村亜矢子[注 3]
- 優勝商品：1泊2日 恐山の旅

### 出演者
司会
- 岡田圭右（ますだおかだ）
- 熊田曜子

審査委員長
- 稲川淳二

審査員
- 増田英彦（ますだおかだ）
- ファンキー中村（怪談作家）
- 雲谷斎(怪談作家)

### 決勝戦
| No. | 出場者       | 題名             | 合計 | 稲 | フ | 雲 | 増 | キャッチフレーズ           | 備考               |
| --- | ------------ | ---------------- | ---- | -- | -- | -- | -- | -------------------------- | ------------------ |
| 1   | 横尾将臣     | 浴槽             | 31点 | 9  | 7  | 7  | 8  | 遺品整理業                 | 代表取締役         |
| 2   | 星野しずく   | 髑髏             | 32点 | 7  | 8  | 9  | 8  | オカルト界の地下アイドル   | 怪談サイト運営人   |
| 3   | 美咲         | トンネル         | 26点 | 6  | 6  | 7  | 7  | ヘルズ・バタフライ         | 現役キャバクラ嬢   |
| 4   | 前塚あつし   | イケガミマサヒコ | 35点 | 8  | 8  | 9  | 10 | ボイス・オブ・テラー       | ベテランナレーター |
| 5   | 永田まり     | レーサーのタブー | 31点 | 8  | 8  | 8  | 7  | 地獄のチェッカーフラッグ   | 元レーサー         |
| 6   | 壬生真也     | 白い繋ぎの男     | 27点 | 7  | 7  | 6  | 7  | 団塊世代の怪談師           | 無職               |
| 7   | 湯浅円       | 狙う男           | 31点 | 9  | 8  | 8  | 6  | ナチュラル・ボーン・テラー | タレント           |
| 8   | 南部イチヒコ | 行くぞ、行くぞ   | 28点 | 7  | 8  | 7  | 6  | 怪ポッド                   | お笑い芸人         |
| 9   | 西村亜矢子   | チクリっ         | 35点 | 7  | 8  | 7  | 6  | オカルトアクトレス         | 女優               |

## 2010年
『怪談グランプリ2010』
- 放送日時：2010年7月18日（日）深夜 0:40 - 2:10
- 撮影場所：京都法輪寺
- 応募総数：約150名
- 優勝賞金：581,000円[注 4]
- 優勝：牛抱せん夏

### 出演者
司会
- 岡田圭右（ますだおかだ）
- 安田美沙子

審査委員長
- 稲川淳二

審査員
- 増田英彦（ますだおかだ）
- 山口敏太郎
- あーりん（女性霊能風水師）
- 雲谷斎（怪談作家）

### 決勝戦
| No. | 出場者       | 題名           | 合計 | 稲 | 山 | あ | 雲 | 増 | キャッチフレーズ       | 備考                       |
| --- | ------------ | -------------- | ---- | -- | -- | -- | -- | -- | ---------------------- | -------------------------- |
| 1   | 吉田悠軌     | ソファの下     | 40点 | 8  | 8  | 8  | 9  | 7  | オカルト伝道師         | 怪談サークル主宰           |
| 2   | 疋田紗也     | 公園の女の子   | 38点 | 7  | 8  | 8  | 8  | 7  | スピリチュアルアイドル | グラビアアイドル           |
| 3   | 渋谷泰志     | とある一軒家   | 42点 | 9  | 8  | 8  | 8  | 9  | 盗聴バスター           |                            |
| 4   | 三木大雲     | ペタペタ       | 43点 | 9  | 9  | 9  | 8  | 8  | 日蓮宗 蓮久寺住職      | 京都・蓮久寺住職           |
| 5   | 胡桃沢ひろこ | 迫りくるモノ   | 39点 | 8  | 8  | 8  | 8  | 7  | 返り咲いた桜の花       | 元・桜っ子クラブさくら組   |
| 6   | 詠天         | 生き霊         | 37点 | 7  | 7  | 7  | 7  | 9  | ジプシー占い師         |                            |
| 7   | 芳賀あかね   | 階段の下       | 41点 | 9  | 8  | 8  | 8  | 8  | コスプレライター       | 神官の家系                 |
| 8   | 渡辺裕薫     | 岐阜の叔父さん | 43点 | 9  | 9  | 9  | 8  | 8  | シンデレラエキスプレス | お笑い芸人                 |
| 9   | 牛抱せん夏   | アパート       | 44点 | 7  | 10 | 10 | 10 | 7  | リアルホラーアクトレス | 映画『ひきこさん』主演女優 |
| 10  | 横山創一     | 佐川さんの忠告 | 41点 | 8  | 8  | 8  | 8  | 9  | ドリーミングロン毛     |                            |

## 2011年
『稲川淳二の投稿怪談2011』
- 番組内容：番組で事前に募集、投稿された怖い話を再現ドラマの形で映像化。その中から稲川の判定によりグランプリ作品を決定する。また、番組の最後に稲川が「この夏一番怖い話」を披露する。再現ドラマ（VTR）1話終了ごとに、スタジオの出演者たちが感想などを語り合う。
- 放送日時：2011年8月7日（日）深夜 0:25 - 1:55
- 撮影場所：スタジオ（CG背景によるヴァーチャルスタジオ）
- グランプリ作品：「レコーディングスタジオ」
- グランプリ副賞：「稲川淳二 独り占めセット」（稲川淳二サイン入りDVD・CD）[注 5]

### 出演者
- 岡田圭右（ますだおかだ） - 司会
- 稲川淳二
- 増田英彦（ますだおかだ）
- 南明奈
- 紗綾

### 再現ドラマ
| 話 | タイトル               | 投稿者                        |
| -- | ---------------------- | ----------------------------- |
| 1  | タクシーの窓           | 奈良県 会社員K･Bさん          |
| 2  | あ・い・し・て・る     | 和歌山県 会社員M・Yさん       |
| 3  | 廃墟のおじさん         | 愛知県 ライター川上三白眼さん |
| 4  | レコーディングスタジオ | 京都府 無職K･Nさん            |
| 5  | さくらの伝言           | 大阪府 飲食業C･Mさん          |
| 6  | 黄色いカバン           | 東京都 怪談師牛抱せん夏       |

※出演者には松竹芸能所属タレントおよびタレントスクール生が配役されている。
稲川淳二のこの夏一番怖い話 「福井の宿」
このほか第1話終了後にスタジオトークの流れで怪談「富士の樹海」が披露された。

## 2012年
『稲川淳二の怪談グランプリ2012』
- 放送日時：2012年8月5日（日）深夜 0:50 - 2:20
- 撮影場所：関西テレビ本社スタジオ（寂れた地下街をイメージしたセット）
- 賞品：優勝トロフィー
- 優勝者：島田秀平

### 出演者
司会
- 岡田圭右（ますだおかだ）

アシスタント
- 高橋真理恵（関西テレビアナウンサー）

大会委員長
- 稲川淳二

パネラー
- 増田英彦（ますだおかだ）
- 森田涼花

怪談師
関西ブロック
- 北野誠
- ヒカリゴケ・国沢一誠
- 伊藤えん魔
- 西村亜矢子

関東ブロック
- 島田秀平
- 山口敏太郎
- 牛抱せん夏
- 吉田悠軌

### 大会結果
| 試合              | No.        | 怪談師             | タイトル         | 得点                   | キャッチフレーズ |
| ----------------- | ---------- | ------------------ | ---------------- | ---------------------- | ---------------- |
| 予選 関東ブロック |            |                    |                  |                        |                  |
| 1                 | 島田秀平   | 軽井沢の橋         | 87               | 都市伝説の貴公子       |                  |
| 2                 | 牛抱せん夏 | 女子更衣室         | 78               | リアルホラーアクトレス |                  |
| 3                 | 吉田悠軌   | くるりんぱ         | 73               | オカルト伝道師         |                  |
| 4                 | 山口敏太郎 | 赤い服の女         | 85               | 変幻自在の妖怪王       |                  |
| 予選 関西ブロック | 5          | ヒカリゴケ国沢一誠 | ツイテキタ       | 80                     | 怪談界の超新星   |
| 予選 関西ブロック | 6          | 伊藤えん魔         | 低い声           | 84                     | 地獄の長         |
| 予選 関西ブロック | 7          | 西村亜矢子         | 赤いスポーツカー | 73                     | 怨霊シャーマン   |
| 予選 関西ブロック | 8          | 北野誠             | 憑いてる女       | 85                     | 実話怪談の鬼     |
| 決勝戦            |            |                    |                  |                        |                  |
| 9                 | 島田秀平   | 深夜の駅           | 93               | -                      |                  |
| 10                | 伊藤えん魔 | サイパンロケ       | 91               | -                      |                  |

## 2013年
『稲川淳二の怪談グランプリ2013』
- 放送日時：2013年8月25日（日）深夜 0:25 - 1:55
- 撮影場所：関西テレビ本社スタジオ
- 賞品：優勝トロフィー、優勝賞金10万円 / 副賞：稲川淳二 怪談DVDセット
- 優勝者：田中俊行

### 出演者
司会
- 岡田圭右（ますだおかだ）

アシスタント
- 高橋真理恵（関西テレビアナウンサー）

大会委員長
- 稲川淳二

パネラー
- 増田英彦（ますだおかだ）
- 杉原杏璃
- 山口敏太郎

### 大会結果
| No. | 怪談師     | 題名               | 合計 | 稲 | 山 | 杉 | 増 | 観客 | キャッチフレーズ       |
| --- | ---------- | ------------------ | ---- | -- | -- | -- | -- | ---- | ---------------------- |
| 1   | 大輪教授   | 呪いの携帯電話     | 429  | 85 | 95 | 88 | 80 | 81   | マッド・プロフェッサー |
| 2   | 牛抱せん夏 | おじいちゃん大好き | 431  | 80 | 98 | 85 | 90 | 78   | リアルホラーアクトレス |
| 3   | 伊藤えん魔 | びたびた           | 418  | 80 | 95 | 90 | 82 | 71   | 地獄の長               |
| 4   | 木村隆人   | 老夫婦             | 421  | 84 | 88 | 85 | 92 | 72   | 霊界への1メーター      |
| 5   | 横尾将臣   | 遺品の怒り         | 421  | 81 | 85 | 85 | 91 | 79   | 実録・遺品整理人       |
| 6   | 田中俊行   | あべこべ           | 458  | 88 | 90 | 92 | 93 | 95   | オカルトコレクター     |
| 7   | BBゴロー   | おりん             | 416  | 80 | 93 | 88 | 80 | 75   | 稲川怪談の伝承者       |
| 8   | 柏木美里   | かわって？         | 403  | 80 | 83 | 88 | 82 | 70   | 掟破りの逆ナースコール |
| 9   | 松原タニシ | 事故物件           | 449  | 86 | 94 | 88 | 90 | 91   | ワケあり物件に住む芸人 |
| 10  | 三木大雲   | マンション         | 454  | 82 | 98 | 90 | 95 | 89   | ガチンコ怪談住職       |
| 11  | 島田秀平   | 廃病院             | 427  | 80 | 99 | 89 | 88 | 71   | 都市伝説の貴公子       |

## 2014年
『稲川淳二の怪談グランプリ2014』
- 放送日時：2014年8月16日（土）深夜 1:35 - 3:05
- 撮影場所：京都立本寺
- 賞品：優勝トロフィー、優勝賞金10万円 / 副賞：稲川淳二 怪談DVDセット
- 優勝者：三木大雲

### 出演者
司会
- 岡田圭右（ますだおかだ）

アシスタント
- 中島めぐみ（関西テレビアナウンサー）

大会委員長
- 稲川淳二

審査員
- 増田英彦（ますだおかだ）
- 井森美幸
- 今野杏南
- 山口敏太郎

### 大会結果
| No. | 怪談師         | 題名             | 合計 | 稲 | 井 | 山 | 今 | 増 | キャッチフレーズ       |
| --- | -------------- | ---------------- | ---- | -- | -- | -- | -- | -- | ---------------------- |
| 1   | 島田秀平       | 心霊ロケ         | 43   | 9  | 10 | 8  | 8  | 8  | 都市伝説の貴公子       |
| 2   | 松原タニシ     | 事故物件 再び    | 41   | 8  | 10 | 7  | 7  | 9  | 事故物件住みます芸人   |
| 3   | 田中俊行       | 生首             | 44   | 9  | 10 | 8  | 9  | 8  | オカルトコレクター     |
| 4   | 岩井志麻子     | レイラ           | 40   | 8  | 10 | 8  | 6  | 8  | ホラーに体を売った作家 |
| 5   | あいはらたかし | お化け屋敷の怪異 | 40   | 7  | 10 | 7  | 8  | 8  | ホラーハウスからの刺客 |
| 6   | 瀬斗光黄       | おかしな時間     | 41   | 7  | 10 | 8  | 8  | 8  | 男装界の異端児         |
| 7   | 三木大雲       | 峠               | 46   | 7  | 10 | 10 | 9  | 10 | あの世とこの世の伝道師 |
| 8   | 渋谷泰志       | 屋根裏から       | 45   | 7  | 10 | 10 | 9  | 9  | 盗聴・盗撮ハンター     |

## 2015年
『稲川淳二の怪談グランプリ2015 〜4Kカメラで怖さ4倍!〜』
- 放送日時：2015年8月2日（日）深夜 1:45 - 3:15
- 撮影場所：京都立本寺
- 賞品：優勝トロフィー、優勝賞金10万円 / 副賞：稲川淳二 怪談DVDセット
- 優勝者：竹内義和

### 出演者
司会
- 岡田圭右（ますだおかだ）

アシスタント（関西テレビアナウンサー）
- 竹上萌奈
- 竹﨑由佳

大会委員長
- 稲川淳二

審査員
- 増田英彦（ますだおかだ）
- 筧美和子
- 三木大雲
- 山口敏太郎

### 大会結果
| No. | 怪談師     | 題名         | 合計 | 稲 | 筧 | 山 | 三 | 増 | キャッチフレーズ      |
| --- | ---------- | ------------ | ---- | -- | -- | -- | -- | -- | --------------------- |
| 1   | 徳丸新作   | ストン       | 40   | 8  | 8  | 8  | 8  | 8  | 病み上がりのスター    |
| 2   | 満茶乃     | 幽霊子育て飴 | 42   | 8  | 8  | 10 | 8  | 8  | 幽霊特使 愛の語り部   |
| 3   | 大島てる   | 事故物件     | 38   | 7  | 7  | 7  | 8  | 9  | 事故物件の伝道師      |
| 4   | 島田秀平   | 呪いの藁人形 | 39   | 8  | 7  | 8  | 8  | 8  | 都市伝説の貴公子      |
| 5   | 小原猛     | でいご       | 40   | 8  | 9  | 7  | 8  | 8  | 琉球怪談ライター      |
| 6   | 観雪しぐれ | 秘密         | 42   | 8  | 9  | 9  | 7  | 9  | 覆面美女怪談師        |
| 7   | 岡山祐児   | 電話         | 40   | 7  | 10 | 7  | 9  | 7  | 暗中模索 暗闇の桃太郎 |
| 8   | 竹内義和   | シバスベリ   | 43   | 8  | 9  | 9  | 8  | 9  | 和歌山の暗黒怪談師    |

## 2016年
『稲川淳二の怪談グランプリ2016』
- 放送日時：2016年8月7日（日）深夜 1:10 - 2:25
- 撮影場所：某廃墟
- 賞品：優勝トロフィー、優勝賞金10万円 / 副賞：稲川淳二 怪談DVDセット
- 優勝者：ぁみ（ありがとう）

### 出演者
司会
- 岡田圭右（ますだおかだ）

大会委員長
- 稲川淳二

審査員
- 増田英彦（ますだおかだ）
- おのののか
- 山口敏太郎

### 大会結果
| No. | 怪談師             | キャッチフレーズ       | 参戦したお題   |
| --- | ------------------ | ---------------------- | -------------- |
| 1   | ありがとう ぁみ    | 怪談アミーゴ           | 悪霊、憑依     |
| 2   | 島田秀平           | 都市伝説の貴公子       | 悪霊           |
| 3   | 観雪しぐれ         | 覆面美女怪談師         | 悪霊           |
| 4   | ガリガリガリクソン | 吉本からの肉弾         | 首、事故、呪い |
| 5   | 山口綾子           | 可愛すぎる語り部       | 首、呪い       |
| 6   | 松原タニシ         | 事故物件住みます芸人   | 首、事故       |
| 7   | 三木大雲           | あの世とこの世の伝道師 | 不快音、予兆   |
| 8   | 竹内義和           | 和歌山の暗黒怪談師     | 不快音、予兆   |

## 2017年
『稲川淳二の怪談グランプリ2017』
- 放送日時：2017年8月6日（日）深夜 1:00 - 2:15
- 賞品：優勝トロフィー、優勝賞金10万円
- 優勝者：早瀬康広（都市ボーイズ）

### 出演者
司会
- 岡田圭右（ますだおかだ）

大会委員長
- 稲川淳二

審査員
- 増田英彦（ますだおかだ）
- 葉加瀬マイ
- 三木大雲
- 山口敏太郎

### 大会結果
| 試合                  | 代表地区        | 怪談師            | 題名             | 稲 | 山 | 三 | 葉 | 増 | キャッチフレーズ         |
| --------------------- | --------------- | ----------------- | ---------------- | -- | -- | -- | -- | -- | ------------------------ |
| 東日本 Aブロック 予選 | 北海道          | 志月かなで        | 毛無山           |    | ◯  |    |    |    | どさんこ女流怪談師       |
| 東日本 Aブロック 予選 | 東北            | 黒木あるじ        | 即身仏           |    |    |    |    |    | みちのく怪談の伝道師     |
| 東日本 Aブロック 予選 | 関東            | ありがとう ぁみ   | ルームシェア     | ◯  |    | ◯  | ◯  | ◯  | 怪談アミーゴ             |
| 東日本 Aブロック 予選 | 東海            | 桜雪 （仮面女子） | ゆめ             |    |    |    |    |    | 仮面を被ったオカルト女子 |
| 西日本 Bブロック 予選 | 関西            | 下駄華緒          | 手               |    |    |    |    | ◯  | 火葬場ミュージシャン     |
| 西日本 Bブロック 予選 | 中国            | 早瀬康広          | シャンシャン     |    | ◯  | ◯  |    |    | 呪われた一族の末裔       |
| 西日本 Bブロック 予選 | 四国            | 恐怖新聞健太郎    | 花柄のワンピース |    |    |    | ◯  |    | うどん県から死を叫ぶ！   |
| 西日本 Bブロック 予選 | 九州            | 濱幸成            | 首が出る         | ◯  |    |    |    |    | 命知らずの心霊ハンター   |
| 決勝戦                |                 |                   |                  |    |    |    |    |    |                          |
| ありがとう ぁみ       | ありがとう ぁみ | ラブホテル        | ◯                |    | ◯  |    |    | -  |                          |
| 早瀬康広              | 早瀬康広        | 橋の下の処刑場    |                  | ◯  |    | ◯  | ◯  | -  |                          |

## 2018年
『稲川淳二の怪談グランプリ2018 〜二夜開催 10th チャンピオンバトル〜』
- 二夜に別け、第一夜を「予選 サバイバルバトル」、第二夜を「決勝 チャンピオンバトル」として放送。
- 放送日時：2018年7月22日（日）深夜 1:00 - 2:00（第一夜）、7月29日（日）深夜 1:00 - 2:25（第二夜）
- 賞品：優勝トロフィー、優勝賞金10万円
- 優勝者：島田秀平

### 出演者
予選進行
- 堀田篤（関西テレビアナウンサー）

予選パネラー
- 増田英彦（ますだおかだ）
- 稲川淳二
- 山口敏太郎

決勝司会
- 岡田圭右

決勝アシスタント
- 中島めぐみ（関西テレビアナウンサー）

大会委員長
- 稲川淳二

審査員
- 増田英彦（ますだおかだ）
- 小倉優香
- 角由紀子
- 山口敏太郎

### 予選
| No. | 怪談師                              | タイトル               | 得点 | キャッチフレーズ       |
| --- | ----------------------------------- | ---------------------- | ---- | ---------------------- |
| 1   | 松原タニシ                          | 四件目                 |      | 事故物件住みます芸人   |
| 2   | 渋谷泰志                            | 盗聴調査ファイルNO.359 |      | 盗聴ハンター           |
| 3   | 小原猛                              | 首のない女             |      | 琉球怪談ライター       |
| 4   | 満茶乃                              | 手首                   |      | 幽霊特使愛の語り部     |
| 5   | 下駄華緒                            | しりとり               |      | 火葬場ミュージシャン   |
| 6   | 渡辺裕薫 （シンデレラエキスプレス） | 助手席                 | 31   | 浪花の正統派漫才師     |
| 7   | 大島てる                            | 最も気持ち悪い物件     |      | 事故物件の伝道師       |
| 8   | 伊藤えん魔                          | 夢遊の声               | 18   | 地獄の長               |
| 9   | 疋田紗也                            | 樹海                   |      | スピリチュアルアイドル |

### 決勝戦
| No. | 怪談師          | 題名                   | 合計 | 稲 | 山 | 角 | 小 | 増 | 一般 | キャッチフレーズ   |
| --- | --------------- | ---------------------- | ---- | -- | -- | -- | -- | -- | ---- | ------------------ |
| 1   | 三木大雲        | ノック                 | 160  | 19 | 17 | 19 | 15 | 17 | 73   | 怪談住職           |
| 2   | 伊藤えん魔      | 磨りガラス             | 144  | 17 | 18 | 17 | 14 | 17 | 61   | 地獄の長           |
| 3   | 早瀬康広        | 呪いのカメラ           | 146  | 19 | 18 | 18 | 15 | 16 | 60   | 呪われた一族の末裔 |
| 4   | 渡辺裕薫        | ゼミ旅行               | 167  | 16 | 19 | 18 | 16 | 17 | 81   | 浪花の正統派漫才師 |
| 5   | 田中俊行        | 封印された話           | 169  | 17 | 17 | 19 | 16 | 18 | 82   | オカルトコレクター |
| 6   | ありがとう ぁみ | 二段ベッドの上からの声 | 163  | 19 | 19 | 18 | 17 | 18 | 72   | 怪談アミーゴ       |
| 7   | 竹内義和        | 黒い服の女             | 138  | 16 | 18 | 18 | 16 | 18 | 52   | 和歌山の暗黒怪談師 |
| 8   | 島田秀平        | タクシードライバー     | 171  | 19 | 19 | 18 | 17 | 19 | 79   | 都市伝説の貴公子   |

## 2019年
『稲川淳二の怪談グランプリ2019〜下剋上バトル！歴代チャンピオンVS令和怪談師〜』
- 放送日時：2019年8月15日（木）深夜 0:55 - 2:20
- 賞品：優勝トロフィー、優勝賞金10万円
- 優勝者：早瀬康広（都市ボーイズ）

### 出演者
司会
- 岡田圭右（ますだおかだ）

アシスタント
- 竹上萌奈（関西テレビアナウンサー）

大会委員長
- 稲川淳二

審査員
- 増田英彦（ますだおかだ）
- 朝日奈央
- 島田秀平
- 山口敏太郎

### 大会結果
| 試合  | 怪談師          | 題名             | 稲 | 山 | 三 | 葉 | 増 | キャッチフレーズ     |
| ----- | --------------- | ---------------- | -- | -- | -- | -- | -- | -------------------- |
| 1回戦 | ありがとう ぁみ | 平行にお婆さん   | ◯  | ◯  | ◯  | ◯  | ◯  | 怪談アミーゴ         |
| 1回戦 | 壱夜            | 逆さ緑さん       |    |    |    |    |    | 怪談アラビアンナイト |
| 2回戦 | 田中俊行        | 予感             | ◯  | ◯  | ◯  | ◯  |    | オカルトコレクター   |
| 2回戦 | 芳橙れい        | キャバクラ       |    |    |    |    | ◯  | 妖艶のキャバ嬢怪談師 |
| 3回戦 | 三木大雲        | 金縛り           | ◯  |    | ◯  | ◯  |    | 怪談住職             |
| 3回戦 | 旭堂南湖        | ある事故物件     |    | ◯  |    |    | ◯  | 講談界からの刺客     |
| 4回戦 | 早瀬康広        | 幸せのおまじない | ◯  | ◯  | ◯  | ◯  | ◯  | 呪われた一族の末裔   |
| 4回戦 | ひで麿          | 自転車           |    |    |    |    |    | 悲しき放浪ドライバー |
| 5回戦 | 竹内義和        | ベランダを走る男 |    |    | ◯  | ◯  | ◯  | 和歌山の暗黒怪談師   |
| 5回戦 | 山本浩之        | 最後の伝言       | ◯  | ◯  |    |    |    | 薄毛伝道師           |

優勝は稲川淳二大会委員長の判定で早瀬康広に決定。

## 2020年
『稲川淳二の怪談グランプリ2020 ～奇々怪々 真夏の夜話5選～』
- 放送日時：2019年8月15日（木）深夜 0:55 - 2:20
- 賞品：優勝賞金10万円
- 優勝者：石野桜子

### 出演者
審査員
- 岡田圭右（ますだおかだ）- 司会
- 稲川淳二
- ゆきぽよ
- 山口敏太郎
- 増田英彦（ますだおかだ）

### 大会結果
| No. | 怪談師           | 題名           | 岡 | 山 | ゆ | 増 | 稲 | キャッチフレーズ         |
| --- | ---------------- | -------------- | -- | -- | -- | -- | -- | ------------------------ |
| 1   | 由乃夢朗         | 行ったり来たり | ◯  | ◯  |    |    |    | 夢みるオカルト研究家     |
| 2   | 神原リカ         | 古いトンネル   |    |    |    |    |    | 憑依された女狐           |
| 3   | 伊藤太一         | 注意           |    |    | ◯  |    |    | 北海道の雪でスベってこい |
| 4   | 石野桜子         | 喫煙所         |    |    |    | ◯  | ◯  | 桜の木の下から蘇った女   |
| 5   | まにゅ・やまげら | おばあさん     |    |    |    |    |    | 五反田の妖怪マスター     |

## 2021年
『稲川淳二の怪談グランプリ2021〜百鬼夜行 選ばれし5怪談〜』
- 放送日時：2021年8月22日（日）深夜 1:00 - 1:59
- 賞品：優勝トロフィー、優勝賞金10万円
- 優勝者：DJ響
- 優勝者決定後、優勝者と歴代チャンピオンとのスペシャルバトルが組まれた

### 出演者
司会
- 岡田圭右（ますだおかだ）

アシスタント
- 舘山聖奈（関西テレビアナウンサー）

大会委員長
- 稲川淳二

審査員
- 増田英彦（ますだおかだ）
- 山之内すず
- 三木大雲
- 島田秀平

### 大会結果
| No. | 怪談師           | 題名           | 稲 | 三 | 島 | 山 | 増 | キャッチフレーズ       |
| --- | ---------------- | -------------- | -- | -- | -- | -- | -- | ---------------------- |
| 1   | 深津さくら       | 古い振袖       |    |    |    |    |    | 桜の木の下から         |
| 2   | DJ響             | 廃神社         |    | ◯  | ◯  | ◯  |    | 狂宴のグルービング     |
| 3   | Bugって花井      | 霊界           |    |    |    |    |    | 幻のサメアイドル       |
| 4   | いつでも丑三つ時 | 人を殺した代償 | ◯  |    |    |    |    | 寝ても覚めても怪談バカ |
| 5   | 金子雄貴         | 時効の実話     |    |    |    |    | ◯  | 事故物件お祓い宮司     |

### スペシャル怪談バトル
| No. | 怪談師   | 題名   | 稲 | 三 | 山 | 増 |
| --- | -------- | ------ | -- | -- | -- | -- |
| 1   | DJ響     | 廃神社 | ◯  | ◯  | ◯  | ◯  |
| 2   | 島田秀平 | 悪夢   |    |    |    |    |

## 2022年
『稲川淳二の怪談グランプリ2022～閲覧注意 ガチ恐5怪談～』
- 放送日時：2022年8月26日（金）深夜 1:25 - 2:25
- 賞品：優勝トロフィー、優勝賞金10万円
- 優勝者：ガンジー横須賀
- 優勝者決定後、優勝者と歴代チャンピオンとのスペシャルバトルが組まれた

### 出演者
司会
- 岡田圭右（ますだおかだ）

アシスタント
- 舘山聖奈（関西テレビアナウンサー）

大会委員長
- 稲川淳二

審査員
- 増田英彦（ますだおかだ）
- えなこ
- 三木大雲
- 山口敏太郎

### 大会結果
| No. | 怪談師         | 題名           | 稲 | 山 | 三 | え | 増 | キャッチフレーズ      |
| --- | -------------- | -------------- | -- | -- | -- | -- | -- | --------------------- |
| 1   | 林家あずみ     | 古びれたホテル | ◯  |    |    |    |    | 恐怖の旋律            |
| 2   | DJ響           | 三面鏡         |    |    |    |    |    | 狂宴のグルービング    |
| 3   | 皿屋敷あみ     | ストーカー     |    |    |    |    | ◯  | 心霊学園怪談部 副部長 |
| 4   | ナナシロ       | すし詰め       |    |    |    |    |    | 怪談YouTuber          |
| 5   | ガンジー横須賀 | 火葬場の記憶   |    | ◯  | ◯  | ◯  |    | ガンジス河の一等兵    |

### スペシャル怪談バトル
| No. | 怪談師          | 題名         | 稲 | 山 | 三 | え | 増 |
| --- | --------------- | ------------ | -- | -- | -- | -- | -- |
| 1   | ガンジー横須賀  | あいつが来る | .  | .  | ◯  |    |    |
| 2   | ありがとう ぁみ | ノック       | ◯  | ◯  |    | ◯  | ◯  |

## 2024年
『稲川淳二の怪談グランプリ リターンズ 2024 ～新章開幕! 最恐怪談師決定戦～』
- 配信開始日時：2024年8月13日（火）12:00
- 賞品：優勝トロフィー、優勝賞金10万円
- 優勝者：たっくー
- 本選に先立ち、TVerの配信による予選が実施され、視聴者によるポイント獲得順で本選通過者が選ばれた。

### 予選結果
| 順位 | 怪談師                   |
| ---- | ------------------------ |
| 1    | たっくー                 |
| 2    | 神原めぐみ               |
| 3    | 木根緋郷                 |
| 4    | 富田安洋                 |
| -    | 佐伯つばさ               |
| -    | チビル松村               |
| -    | 山口綾子                 |
| -    | 線六本                   |
| -    | はおまりこ               |
| -    | 宮平直樹 from かりゆし58 |

### 出演者
司会
- 岡田圭右（ますだおかだ）

アシスタント
- セントチヒロ・チッチ（元BiSH）

大会委員長
- 稲川淳二

審査員
- 増田英彦（ますだおかだ）
- 島田秀平
- 三木大雲
- 山口敏太郎

### 本選結果
| 試合      | No.      | 怪談師       | 題名         | 稲 | 山 | 島 | 三 | 増 | キャッチフレーズ             |
| --------- | -------- | ------------ | ------------ | -- | -- | -- | -- | -- | ---------------------------- |
| Aブロック | 1        | 木根緋郷     | ポスト       |    |    |    |    |    | Z世代のカリスマ怪談師        |
| Aブロック | 2        | 富田安洋     | 2階の角部屋  | ◯  | ◯  | ◯  | ◯  | ◯  | 事故物件の帝王               |
| Bブロック | 3        | たっくー     | とある取材で |    | ◯  | ◯  | ◯  | ◯  | もはや別次元のオカルトDJ     |
| Bブロック | 4        | 神原めぐみ   | 峠道の女     | ◯  |    |    |    |    | 関西在住のナニワン・ウーマン |
| 決勝戦    |          |              |              |    |    |    |    |    |                              |
| 5         | 富田安洋 | 隣人         |              | ◯  |    |    | ◯  | -  |                              |
| 6         | たっくー | 金縛りの果て | ◯            |    | ◯  | ◯  |    | -  |                              |

## スタッフ
- ナレーター：島よしのり（2009,2010,2012-2015,2018）、しのや文秀（2011）、かわたそのこ（2011）
- 総合演出：向賢（元気な事務所）
- ディレクター：向賢、上田雅史、山崎大祐（2009-2011,2013,2016-2017）、濱田洋輔（2009,2010,2012）、永井聖和（2016-2019,2021）、小見山雅宏（2011,2012,2014）、遠藤功二（2011）、林貴史（2012）、益田信喜（2013）、林貴之（2013,2014）、間処圭介（2014,2016,2019-2021）、下野清貴、川上雅史（2019,2021-2022）、中山勇太朗（2019,2020,2022）
- 構成：柳田光司
- スーパーバイザー（監修）：山口敏太郎（2009-2011,2013,2014,2016-）
- プロデューサー：東田元（2009-2013）、野村亙（2014）、中村道郎（2015-2018）以上関西テレビ、東郷一重（元気な事務所）、田中拓朗（2018-）
- 制作協力：元気な事務所
- 技術協力：関西東通（2015-）、CAMCREW（2020）、zoom（2020）
- 制作著作：関西テレビ

※カッコ内の数字は担当作。カッコ無しは全作を担当。

## 放送局
『怪談グランプリ2009』
- テレビ愛媛 - 2009年9月5日（土）13:00 - 14:30
- テレビ熊本 - 2010年9月4日（土）13:00 - 14:30

『怪談グランプリ2010』
- テレビ熊本 - 2010年8月8日（日）16:00 - 17:25
- テレビ長崎 - 2010年8月8日（日）24:25 - 25:55
- 北海道文化放送 - 2010年8月12日（木）25:25 - 26:55
- 沖縄テレビ放送 - 2010年9月18日（土）13:00 - 14:30
- テレビ新広島 - 2012年8月12日（日）25:10 - 26:40

『稲川淳二の投稿怪談2011』
- 山陰中央テレビ - 2011年8月19日（金）25:35 - 26:35
- 北海道文化放送 - 2011年8月19日（金）26:20 - 27:20
- 青森朝日放送 - 2011年9月4日（日）15:30 - 16:30
- テレビ新広島 - 2012年8月19日（日）25:40 - 26:40

『稲川淳二の怪談グランプリ2012』
- 北海道文化放送 - 2012年8月12日（日）24:45 - 25:15
- テレビ静岡 - 2012年8月18日（土）15:55 - 17:25
- 岩手めんこいテレビ - 2012年8月19日（日）24:55 - 26:25
- テレビ新広島 - 2012年8月26日（日）25:40 - 27:10
- 山陰中央テレビ - 2012年8月29日（水）24:40 - 26:10

『稲川淳二の怪談グランプリ2013』
- 沖縄テレビ放送 - 2013年10月26日（土）14:54-16:24

『稲川淳二の怪談グランプリ2014』
- 岩手めんこいテレビ - 2014年9月21日（日）24:45-26:15

『稲川淳二の怪談グランプリ2019～下剋上バトル!歴代チャンピオンVS令和怪談師～』
- ファミリー劇場 - 2020年8月23日（日）20:30-22:05

『稲川淳二の怪談グランプリ2020』
- ファミリー劇場 - 2021年8月13日（金）21:05 - 22:15